# Carl Milles
Carl Emil Wilhelm Milles (23. juni 1875 i Lagga ved Uppsala — 19. september 1955 på Lidingö) var en svensk billedhugger, bror til Ruth Milles.
Uddannet som snedker, studerede han samtidig på Teknisk Skoles kunstindustrielle afdeling i Stockholm og kom på stipendium 1897 til Paris. 
I det følgende tiår arbejdede han i udlandet. Efter debutarbejdet Hylas (Vesterås rådhus), Kamp for tilværelsen (to halvfigurer i marmor), pigestatue, Brøndgruppe (Barn med Skrubtudser) med mere kom 1901 udkastet til Sten Sture-monumentet. I denne gruppe: høvdingen til hest, tæt omsluttet af krigere til fods (med den fortættede energi og jernhårde sluttethed) nåede Milles det geniale; Milles’ udkast fik kun 4. præmie ved konkurrencen, men vakte en sådan begejstring (større Skizze 1905), at det bestemtes, at Milles værk skulle rejses på Tunåsen ved Uppsala; gennem mange år har Milles derefter syslet med monumentet i bronze og derefter i sten (i tiden omkring 1910). 
Alt imedens udsendte han arbejde på arbejde, i det ny århundredes første år statuetter og små flygtige grupper fra Paris’ gadeliv, efter opholdet i Holland (1903) Kvinder i Storm (Nationalmuseum i Stockholm) etc., Legende Elefanter (bronze, 1903, sten 1904, Nationalmuseum), der efterfulgtes af en række højst livfulde dyreskildringer: I Djunglen (1906, Marmor), Plesiosaurus, de to grupper Legende Bjørne (1906, ved indgangen til Berzelii Park), de To Ørne i sort granit (1910, Prins Eugen’s Valdemarsudde), Legende Bjørneunge (1907, på Skansen i Stockholm) og så fremdeles. Samtidig viste han evner som fortrinlig portrættør: halvfigur af Julius Kronberg (1902, bronze, Goteborg Museum), siddende portrætstatue af professor Gösta Mittag-Leffler, fra senere tid en stærkt stiliserende buste af Oscar Levertin (træ, Stockholms Nationalmuseum) og mange flere. 
Efterhånden var Milles’ fremstillingssæt gået over fra en mere malerisk impressionistisk til en mere fast og linjestreng med stærkt arkaiserende tendenser og med vægt på det momumentalt-harmoniske og rumudfyldende. Han står i så henseende som foregangsmand i svensk kunst. Stærkt eksperimenterende virker han ikke blot som modelløren, men arbejder i bronze, marmor, alabast, træ, granit etc. og giver ofte, i sin forkærlighed for gammel kunst, figurernes overflade den jordfundne patina. 
Milles-Salen på den baltiske udstilling 1914 i Malmö gav i sin fylde en ypperlig oversigt over denne Milles’ske gennembrudskunst: Vingarna (i øvrigt udstillet uden for Kunsthallen), en yngling med en ørn (1908, bronze, 1910 i større målestok i Nationalmuseum), Väggbrunn (marmor 1912), de gopleagtige Tritoner (Alabast, 1914), og frem for alt de mange herlige fremstillinger af Dansen, i relief eller statuarisk, i bronze, sten og marmor. Særlig højt står nogle store dansegrupper, hvor de let arkaiserede kvindeskikkelser er gengivet med den sikreste linjerytme (således bronzegruppen fra 1914 på den baltiske udstilling). 
Blandt Milles’ mange andre arbejder kan endnu nævnes: Gustaf Vasa-Statuen (1904, i malet træ 1907 i Nord. Museums store Hal), skulpturer for Dramatens facade i Stockholm, Franzén-Monument (1910, Hernösand), Scheele-Statuen (1912, Köpingsstad), Havmand og Havfrue i granit (Lidingöen, hvor Milles fik sit atelier), relieffer fra Enskilda Bank og Nordiska Kompaniet i Stockholm, relieffer (i brændt ler) på Den tekniske Højskole i Stockholm, på den ny Kunsthal (Djurgården) og Johnsons Rederi, Stockholm (1919) med videre prøver på Milles’ kunst er af og til set i København; således på Efterårsudstillingen 1915 bl.a. gruppen Dams og Tritoner, i Ny Carlsberg Glyptotek Dansen. Hans hustru Olga Granner (1874-1967) var malerinde (portrætter i pastel og olie). 

## Galleri
- Indiansk hoved
- Poseidon
- Orfeusgruppen
- Mennesket og Pegasus
- Guds hånd
- Søguden
- Sten Sture-monumentet
- Bueskytten